# تاريخ البنس الإنجليزي (1154-1485)
يغطي تأريخ البنس الإنجليزي من عام 1154 إلى عام 1485 فترة حكم آل بلانتاجنت، وحتى معركة بوسورث فيلد التي أدت إلى بداية العصر تيودور. شهد عصر بلانتاجنت ارتفاعًا عامًا في جودة العُملات المعدنية، وشهد انخفاضًا في عدد دور السك المستخدمة لإنتاج العُملات المعدنية.
لم تشهد السنوات الأولى من حكم هنري الثاني أي تغيير في إنتاج العُملات المعدنية منذ عهد ستيفن، حتى قُدم بنس تيلبي، الذي سُك من عام 1158 إلى عام 1180. كان وزن هذه العُملات وجودة الفضة فيها جيدين، ولكن الإنتاج الإجمالي كان ضعيفًا؛ ونتيجة لذلك، قُدم البنس القصير المتقاطع في عام 1180.
ظلت العُملات المعدنية خلال عهد ريتشارد الأول وجون دون تغيير إلى حد كبير. في عام 1247، في عهد هنري الثالث، استُبدل البنس الطويل المتقاطع بالبنس القصير المتقاطع لمنع التقليم. في عام 1279 بدأ إدوارد الأول سك عُملة جديدة حظيت بالإعجاب والتقليد في القارة، وشملت إدخال الفارثينغ، نصف البنس، والجروت، فضلاً عن تسهيل اكتشاف القطع. ظل هذا التصميم مماثلاً طوال عهد إدوارد الثاني وإدوارد الثالث، مع إضافة الربع النوبل، نصف النوبل، والنبيل في عهد الأخير.
خلال حرب الوردتين، احتفظت إدارة هنري السادس بإمدادات كافية من العُملات المعدنية المتداولة، مع العديد من التصاميم والاختلافات في البنس المسكوك. أُطيح بهنري في وقت لاحق من قِبل إدوارد الرابع، الذي خلفه بدوره إدوارد الخامس، مع ريتشارد، دوق غلوستر الذي يعمل كحامي اللورد. أصبح ريتشارد ملكًا في عام 1483 مع عدد قليل فقط من العُملات المعدنية المسكوكة باسمه، وهزمه هنري السابع في معركة بوسورث فيلد في عام 1485.

## عائلة بلانتاجنت (1154–1485)

### هنري الثاني

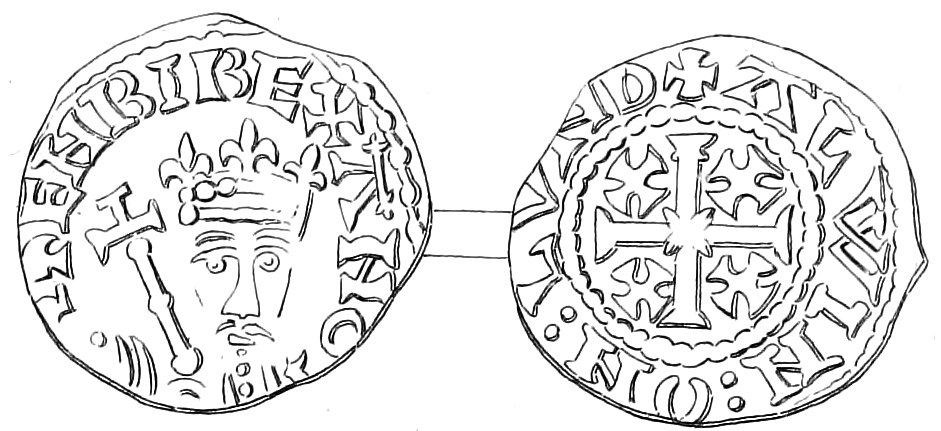
بنس هنري الثاني مع تصميم "الصليب والصليب الصغير" على الوجه الأمامي.

اعتلى هنري الثاني العرش في عام 1154 باعتباره أول ملوك سلالة بلانتاجنت. خلال السنوات القليلة الأولى من حكمه، استمر إنتاج عُملات ستيفن المعدنية، ومن أجل استعادة ثقة الجمهور في العملة، قُدم معيار جديد: بنس تيلبي، والذي سمي بهذا الاسم بعد العثور على كنز من هذه العُملات المعدنية في تيلبي، لينكولنشاير في عام 1807. استُخدم ما مجموعه 30 دار سك في عملية إعادة سك العُملة الأولية (لم تكن دار السك في إيبسويتش نشطة خلال المراحل المبكرة- ولكنها كانت منتجة للغاية من الفئة B حتى نهاية السلسلة). دور سك العُملة العاملة في بداية إعادة سك العُملة هي: بيدفورد، بريستول، بوري سانت إدموندز، كانتربري، كارلايل، تشيستر، كولشيستر، دورهام، إكستر، غلوستر، هيريفورد، وإيلشيستر، ولانسيستون، وليستر، ولينكولن، ولندن، ونيوكاسل، نورثامبتون، نورويتش، أكسفورد، بمبروك، سالزبوري، شروزبري، ستافورد، ثيتفورد، والينغفورد، ويلتون، وينشستر، ويورك. ومع ذلك، بمجرد اكتمال عملية إعادة سك العملة، لم يُسمح إلا لـ 12 دار سك عملات فقط بالبقاء نشطة. وشكل هذا بداية التراجع التدريجي في عدد دور سك العملة المستخدمة في سك العملات الإنجليزية.
في حين كانت عملة تيلبي مقبولة من حيث الوزن وجودة الفضة، إلا أن جودة الإنتاج الإجمالية كانت سيئة للغاية. ولعلاج هذه المشكلة، قُدم نمط جديد من العُملات المعدنية في عام 1180، وهو البنس القصير المتقاطع. ظل هذا النمط دون تغيير إلى حد كبير حتى عام 1247، مما أعطى كل من العُملة والدولة شعوراً بالاستقرار. استمرت ممارسة وضع اسم صاحب العُملة واسم دار سك العملة على الوجه الخلفي، على الرغم من أن تقليص عدد دور سك العُملة مكّن من تطبيق رقابة أفضل على الجودة. تحمل عملات تيلبي النقوش الأمامية HENRI REX ANG، HENRI REX AN، HENRI RANG، HENRI REX، HENRI REX A، أو HENRI REX - Henry King of England، أو King Henry، بينما تحمل البنسات القصيرة المتقاطعة النقوش HENRICUS REX. تُسك العُملات المعدنية ذات الصليب القصير في كارلايل، إكستر، لينكولن، لندن، نورثامبتون، نورويتش، أكسفورد، ويلتون، ونشستر، ورسيستر، ويورك.

### ريتشارد الأول وجون

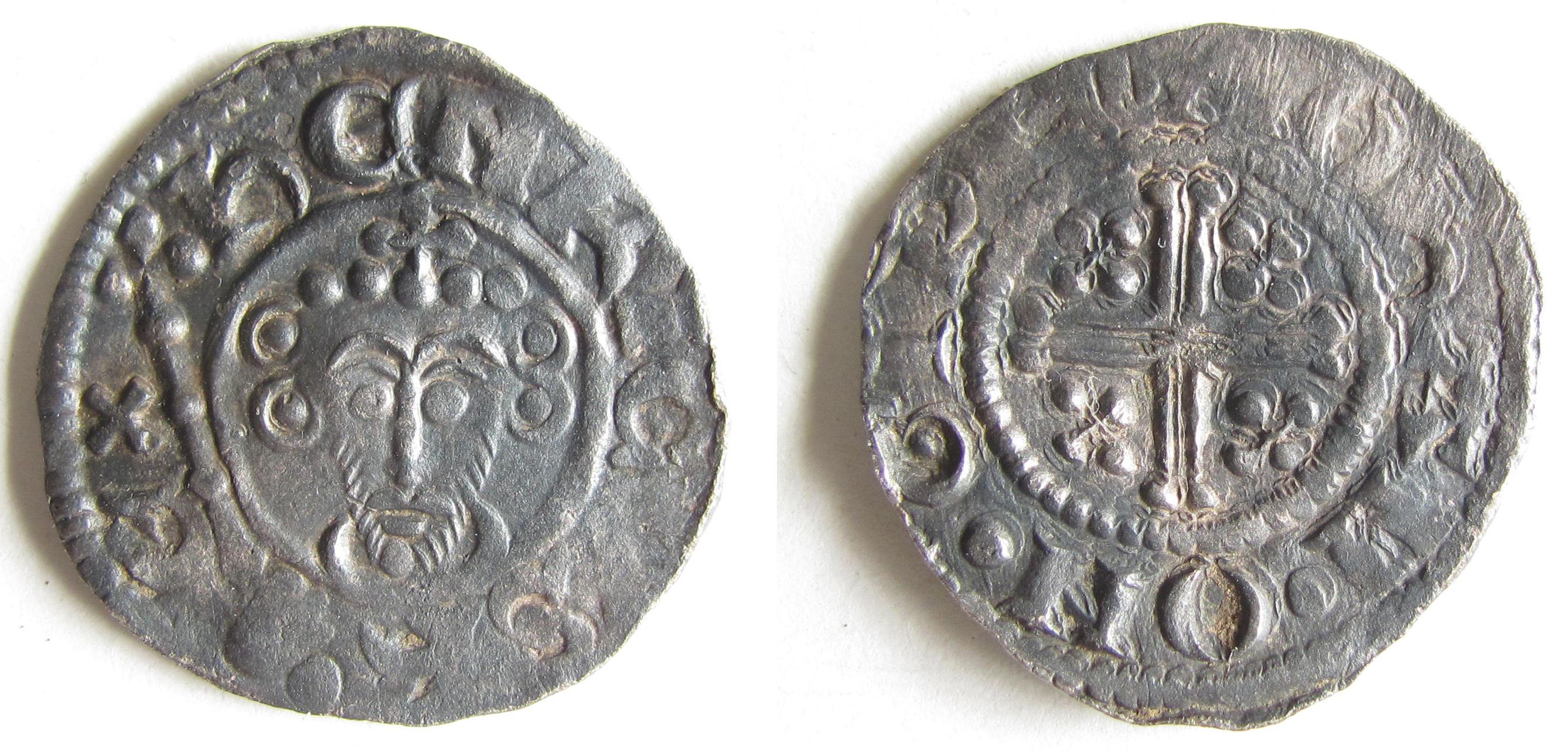
Silver penny of King John, 1205–1207.

في عهد الملك ريتشارد الأول (1189-1199)، استمر سك العُملات المعدنية ذات الصليب القصير دون تغيير، حتى أنه نُقش اسم هنريكوس ريكس عليه. سُكت العُملات المعدنية الريكاردية في كانتربري، كارلايل، دورهام، إكستر، ليتشفيلد، لينكولن، لندن، نورثامبتون، نورويتش، شروزبري، وينشستر، وستر، ويورك.
واصلت عُملات الملك جون (1199-1216) سلسلة العُملات ذات الصليب القصير، ولا تزال تحمل نقش هنريكوس ريكس. سُكت عُملات جون في بوري سانت إدموندز، كانتربري، كارلايل، تشيتشيستر، دورهام، وإكستر، إبسويتش، كينغز لين، لينكولن، لندن، نورثامبتون، نورويتش، أكسفورد، ورودلان (على الرغم من أن العديد من العملات ذات الصليب القصير التي سُكت هناك كانت بلا شك إصدارات مقلدة من قبل ليويلين أب لورورث، أمير ويلز، صهر جون)، روتشستر، وينشستر، ويورك.

### هنري الثالث

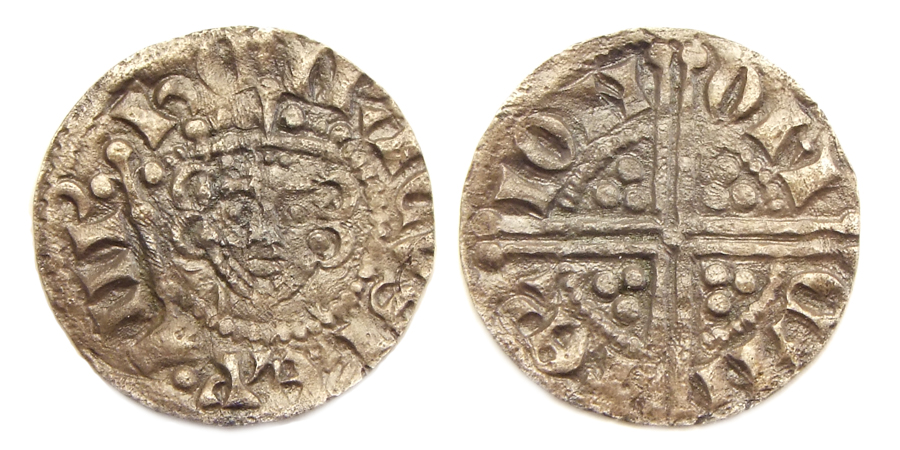
Example of the new Long cross penny with bust of Henry III.

في عهد الملك هنري الثالث الطويل (1216-1272)، استمر استخدام بنس الصليب القصير حتى عام 1247. ومع ذلك، بحلول ذلك الوقت، ولسببٍ لا علاقة له بالصرافين، ظهرت مشكلة نقص وزن العديد من العُملات المتداولة. ونتج ذلك عن الممارسة غير القانونية المتمثلة في قصّ الفضة من حافة العُملة، والتي سهّلها الصليب الموجود على ظهرها والذي لم يمتد إلى الحافة، مما لم يُعطِ الناس مؤشرًا واضحًا على حجم العُملة المفترض. لذلك، في عام 1247، استُبدل بنس الصليب الطويل الجديد بعملة الصليب القصير، مما جعل من الواضح وقت قصّ العملة. وبصرف النظر عن تغيير حجم الصليب، لم يتغير باقي التصميم بشكل كبير، وسهّل الصليب الطويل تقطيع العملة إلى نصفين أو أرباع للفكّة. وبسبب طرح العُملة الجديدة، كان من الضروري إعادة فتح العديد من دور سكّ العُملات القديمة لتوفير عملات كافية. سُكّت بنسات هنري الثالث ذات الصليب القصير في بوري سانت إدموندز، كانتربري، دورهام، لندن، وينشستر، ويورك. كما صُنعت بنسات ذات الصليب الطويل في بريستول، بوري سانت إدموندز، كانتربري، كارلايل، دورهام، إكستر، غلوستر، هيريفورد، إيلشيستر، لينكولن، لندن، نيوكاسل، نورثامبتون، نورويتش، أكسفورد، شروزبري، والينغفورد، ويلتون، وينشستر، ويورك.
النقش على البنس القصير المتقاطع لا يزال HENRICUS REX، في حين نُقش البنس الطويل المتقاطع بشكل مختلف HENRICUS REX TERCI،HENRICUS REX III ("الملك هنري الثالث")، في حين أن إصدارًا واحدًا أغفل اسم الصراف بشكل غير مرغوب فيه، بدلاً من ذلك كان HENRICUS REX على الوجه وANGLIE TERCI ("من إنجلترا الثالث") على الظهر، في حين كان إصدار آخر يحمل HENRICUS REX ANG على الوجه واستمر على الظهر مع LIE TERCI LON (أو CAN أو AED) مما يشير إلى أنه سُك في لندن أو كانتربري أو بوري سانت إدموندز (من التهجئة اللاتينية المتنوعة Aedmund).

### العملات الإدواردية

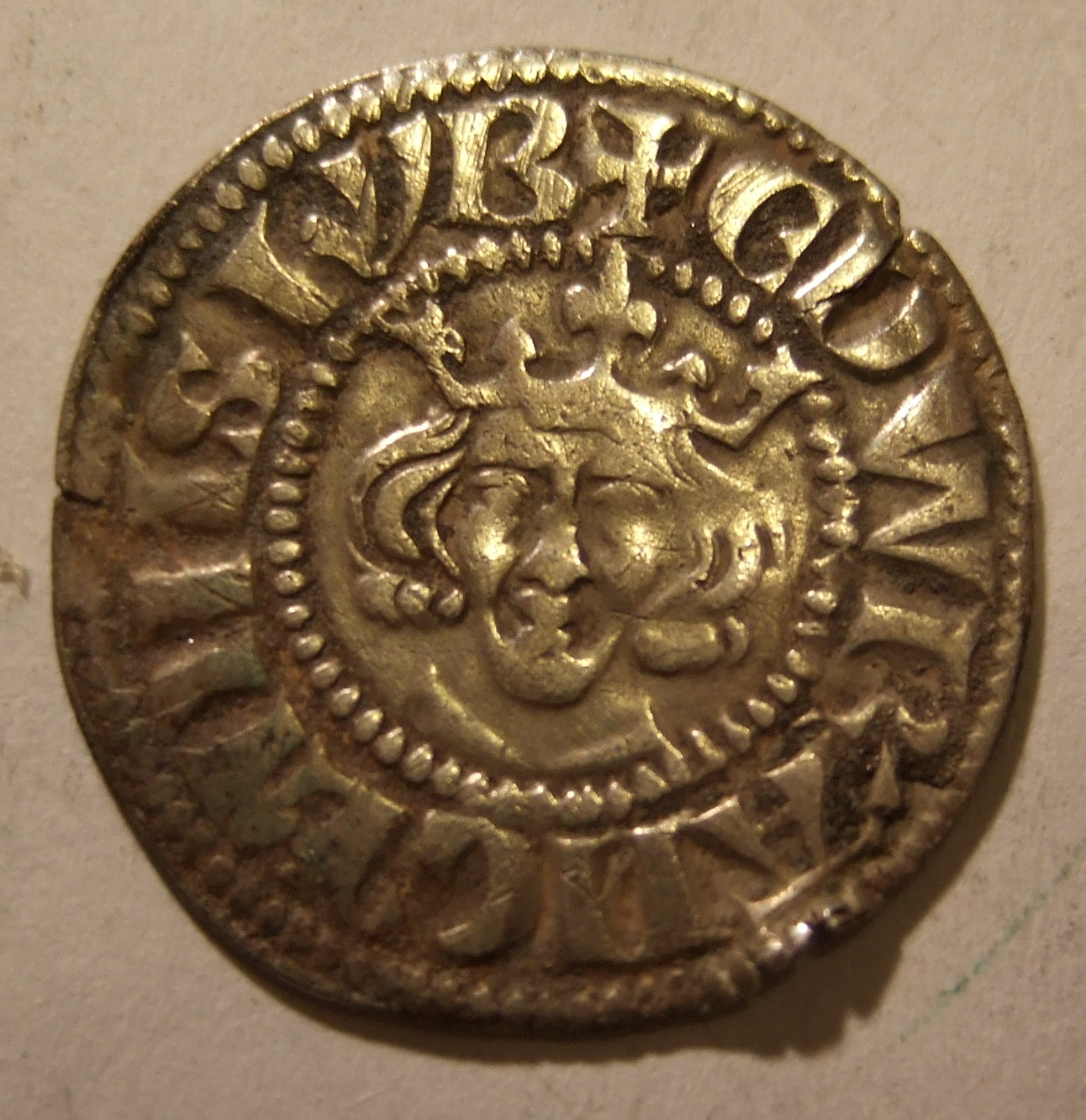
Edward I Penny, minted: London Only, Class: 1d2, Year Minted: Nov 1279.

خلف إدوارد الأول (1272-1307) والده أثناء الحملة الصليبية في الأراضي المقدسة. كان لا بد من استمرار إنتاج العُملات المعدنية أثناء رحلة الملك التي استغرقت عامين إلى الوطن، لذلك استمر إنتاج البنسات ذات الصليب الطويل المنقوش عليها هنريكوس ريكس الثالث في دور سك العُملة في بوري سانت إدموندز، دورهام، ولندن. وبينما كان إدوارد في طريقه إلى الوطن، أبرم معاهدة مهمة لتجارة الصوف في هولندا، مما أشار إلى أهمية التجارة الخارجية في ذلك الوقت. أقر بالحاجة إلى تحسين شكل ودقة العُملات الإنجليزية لتجنب العُملات ذات الجودة الرديئة التي ظهرت أحيانًا خلال العهود السابقة وهزت ثقة الجمهور في العُملة. وهناك أيضًا حاجة إلى فئات أكبر وأصغر نظرًا لأن البنس لم يتغير كثيرًا في 500 عام، لذلك أُدخل الجروت (4 بنسات) ونصف البنس والفارثينغ بنجاح. وأخيرًا، كانت هناك مشكلة التقليم، والتي أُلقي باللوم فيها على اليهود.
استجابةً لكل هذه الضغوط، سُكّت عملة جديدة كليًا عام 1279 بتصميم مختلف سهّل اكتشاف القطع. سُكّت ملايين العُملات في لندن وكانتربري، وكان بإمكان العامة أخذ بنساتهم القديمة قليلة الوزن ذات النقشة القصيرة والطويلة إلى دار السك واستبدالها بعُملات جديدة ذات وزن ودقة مناسبين. كان هذا التبادل أيضًا بمثابة شكل من أشكال الضرائب، إذ طُلب من الصرافين تحصيل رسوم مقابل هذه الخدمة. حظيت العُملات الجديدة بإعجاب كبير في أوروبا، ونُسخت على نطاق واسع هناك، غالبًا باستخدام فضة أقل دقة - لكن هذا زاد من شعبية عُملات إدوارد، واستنزف بشدة المعروض المحلي من الفضة، مما أدى إلى حظر تصدير العملات الإنجليزية عام 1299. عززت العملات القوية عالية الجودة الاقتصاد وجلبت الرخاء للبلاد. كان بنس عام 1279 مختلفًا عن الإصدارات السابقة في نواحٍ عديدة. تمثال الملك أكثر واقعية، ويواجه الأمام، والنقش الموجود على الوجه أطول، وعادةً ما تكون EDW REX ANGL DNS HYB - إدوارد ملك إنجلترا سيد أيرلندا. كان للوجه الخلفي صليب طويل يمتد إلى حافة العُملة المعدنية؛ حُذف اسم صانع العُملة باستثناء إصدار واحد، ولكن عادةً ما يُذكر اسم دار السك بالكامل، على سبيل المثال، CIVITAS LONDON مدينة لندن، أو VILLA NOVI CASTRI مدينة نيوكاسل. احتوت العُملات المعدنية الجديدة أيضًا على علامة خاصة، واختلافات صغيرة مثل وردة على صدر الملك، أو اختلافات في تسريحة شعر الملك، أو تغيير في حجم عيني الملك، أو نمط الحرف؛ لم تكن هذه الاختلافات ناتجة عن الإهمال ولكن لتمكين التعرف على صانع العملة المعدنية، بدلاً من إعطاء اسم صانع العُملة.
قُبلت في البداية العملات المعدنية، والقطع المعدنية، والمسابح، التي سُكّت في أوروبا كأشكالٍ مُنخفضة من بنس إدوارد، كمعادلات قانونية لنصف بنس، وحُظرت باعتبارها مُقلدة. وكان أمين الخزانة والقاضي في أيرلندا، رئيس الأساقفة ستيفن دي فولبورن، سمح باستخدام شلنات هولندية مُنخفضة مماثلة كمعادلات للبنسات. وأصبحت هذه العملات تُعرف باسم "النقع" و"الحرق" و"عملة الأسقف"، ولكنها حُظرت أيضًا، وكذلك شعارات الأسد، التيجان، والنسور، التي سُميت نسبةً إلى الصور التي تحملها.
صُنعت عملات إدوارد الثاني (1307-1327) عمدًا على نحوٍ مشابه جدًا لعملات والده. سُكّت عملات إدوارد الأول في بيريك أبون تويد، بريستول، بوري سانت إدموندز، كانتربري، تشيستر، دورهام، إكستر، كينغستون أبون هال، لينكولن، لندن، نيوكاسل، ريدينغ، ويورك. أما عُملات إدوارد الثاني، سُكّت فقط في بيريك، بوري سانت إدموندز، كانتربري، دورهام، ولندن.
خلف إدوارد الثالث (1327-1377) والده في سن الرابعة عشرة. كان عهده فترة صراع مع اسكتلندا وفرنسا، وهو ما ينعكس في عملاته المعدنية. في الجزء الأول من عهد إدوارد، أُنتجت كمية صغيرة فقط من البنسات، بأسلوب مماثل لعملات والده. قُدمت عملات ذهبية جديدة - النبيلة ونصف النبيلة وربع النبيلة - تلاها لاحقًا الجروت الفضي أو الأربعة بنسات التي أصبحت شائعة جدًا وفي النهاية حلت محل البنس في الأهمية، إلى جانب نصف الجروت الذي كان شائعًا أيضًا. إلى جانب إنتاج أنصاف البنسات والفارذنغ، كان لدى إنجلترا أخيرًا إمداد كافٍ من الفئات المختلفة التي أفادت كل من التجارة الداخلية والتجارة مع البلدان الأخرى في أوروبا حيث قُبلت العملات الإنجليزية بسهولة.
أول عُملة لإدوارد الثالث، بين عامي 1327 و1335، تشبه إلى حد كبير بنسات إدوارد الأول والثاني، مع نقش EDWAR ANGL DNS HYB حول تمثال نصفي للملك في المقدمة؛ وسُكّت هذه البنسات في لندن، بوري سانت إدموندز، كانتربري، دورهام، يورك، وبيرويك أبون تويد. لم يُسك المزيد من البنسات حتى سكّ عملته الثالثة، أو الفلورين، في الفترة من 1344 إلى 1351 (سميت بهذا الاسم لأن القوالب كانت مصنوعة من قبل حرفيين من فلورنسا). في هذه العُملة، تبدو تسريحة شعر الملك أطول بكثير وأقل تهذيبًا. أُنتجت هذه العُملات في لندن، كانتربري، دورهام، ريدينغ، ويورك. خلال فترة سك إدوارد الرابع (1351-1377)، أثرت السياسة على النقش على معظم العملات، ولكن بدرجة أقل على البنس منه على العُملات الأكبر حجمًا، بسبب نقص المساحة المتاحة. ادعى إدوارد عرش فرنسا، ولكن معاهدة بريتيجني في عام 1360 منحته أرضًا في فرنسا؛ وعلى بعض العملات المعدنية، ولكن ليس البنس، اعترف بسيادته على آكيتاين. وبعد أن رفض الفرنسيون المعاهدة في عام 1369، أعيد المطالبة بفرنسا وخاضت إنجلترا وفرنسا الحرب مرة أخرى، على الرغم من أن إنجلترا فقدت معظم ممتلكاتها الفرنسية باستثناء كاليه وبوردو. سُكت البنسات قبل المعاهدة في لندن، دورهام، ويورك، مع نقش على الوجه EDWARDUS REX ANGLI. وخلال فترة المعاهدة، استمرت دور سك النقود في دورهام ويورك في سك البنسات بهذا النقش، بينما نقش البنسات التي أنتجتها دور سك النقود في لندن وكاليه EDWARD ANGL R DNS HYB. وخلال فترة ما بعد المعاهدة، أصبحت دور سك النقود في دورهام ويورك دور سك كنسية، تحت سلطة الأسقف المحلي أو رئيس الأساقفة، وبالتالي مصدرًا للمال للكنيسة. النقوش النموذجية لهذه الفترة هي EDWARD RANGL FRANC، EDWARDUS REX ANGLIE FR، EDWARD REX ANGL FR – إدوارد ملك إنجلترا وفرنسا.

### ريتشارد الثاني

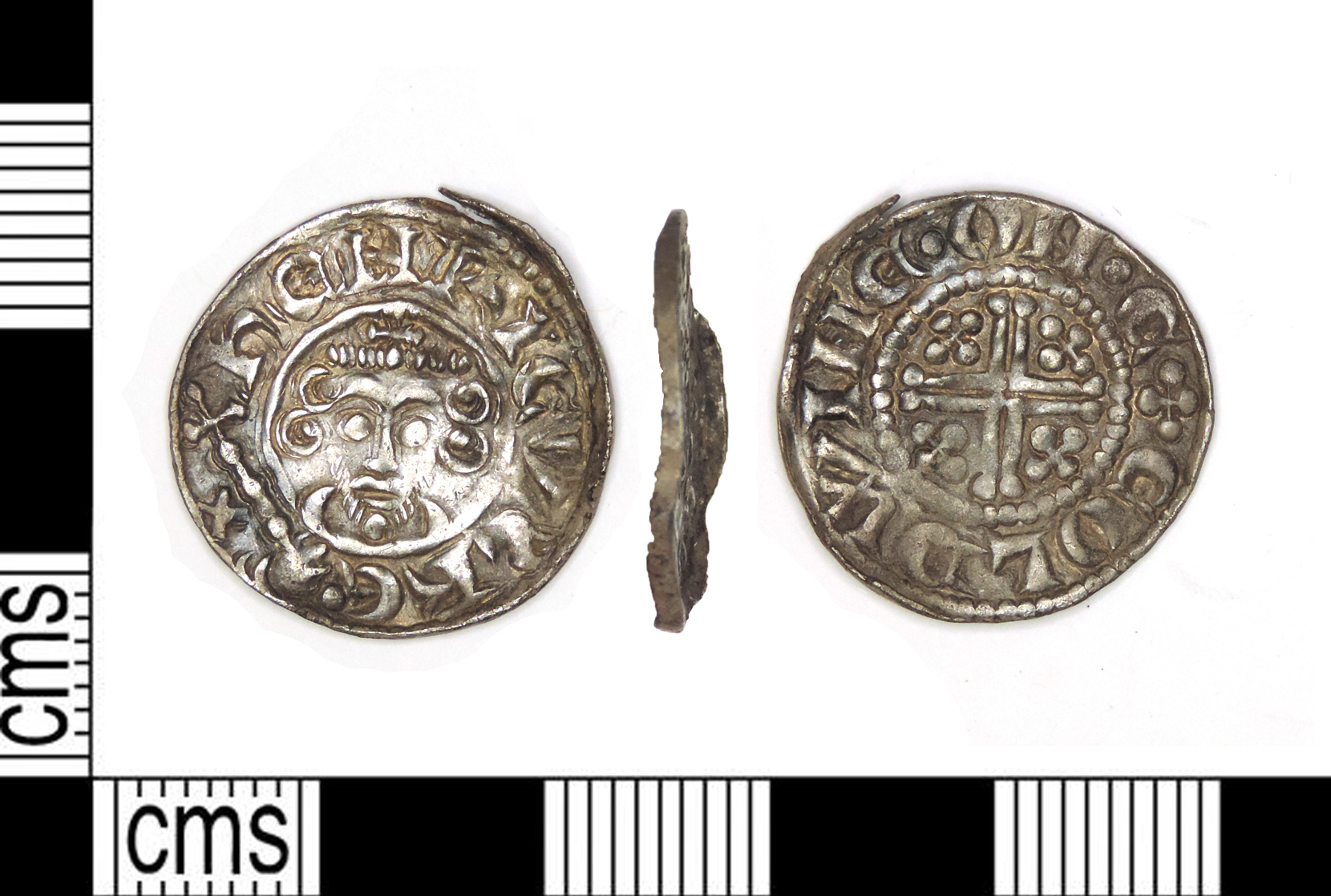
"Short cross" penny of Richard II, minted in Canterbury

توفي ابن إدوارد الثالث، الأمير الأسود، عام 1376، قبل والده بعام، مما يعني أن الملك التالي كان حفيد إدوارد، ريتشارد الثاني (1377-1399)، البالغ من العمر أحد عشر عامًا. استمرت إنجلترا في المطالبة بفرنسا، وظلت في حالة حرب حتى عام ١٣٩٦؛ وقد تسببت الضرائب المرتفعة لتمويل الحرب في انتفاضات فلاحية عديدة. خلال هذه الفترة، تداولت كميات كبيرة من العملات الأوروبية رديئة الجودة إلى جانب العُملات الإنجليزية عالية الجودة، مما شكل مثالًا واقعيًا على قانون جريشام، حيث هُربت العُملات الإنجليزية إلى القارة لصهرها وخلطها بمعادن أخرى وإعادة تصنيعها على شكل بنسات مزيفة، وإعادتها إلى إنجلترا. أُنتجت البنسات في لندن، يورك، ودورهام، ونقشت RICARDUS REX ANGLIE أو RICARDUS REX ANGLE Z FRANC أو RICARDUS REX ANGLIE Z أو RICARD REX ANGL Z FRANC أو RICARDUS REX ANGLIE أو RICARDUS REX ANGL Z F.

### اللانكاستريون واليوركيون

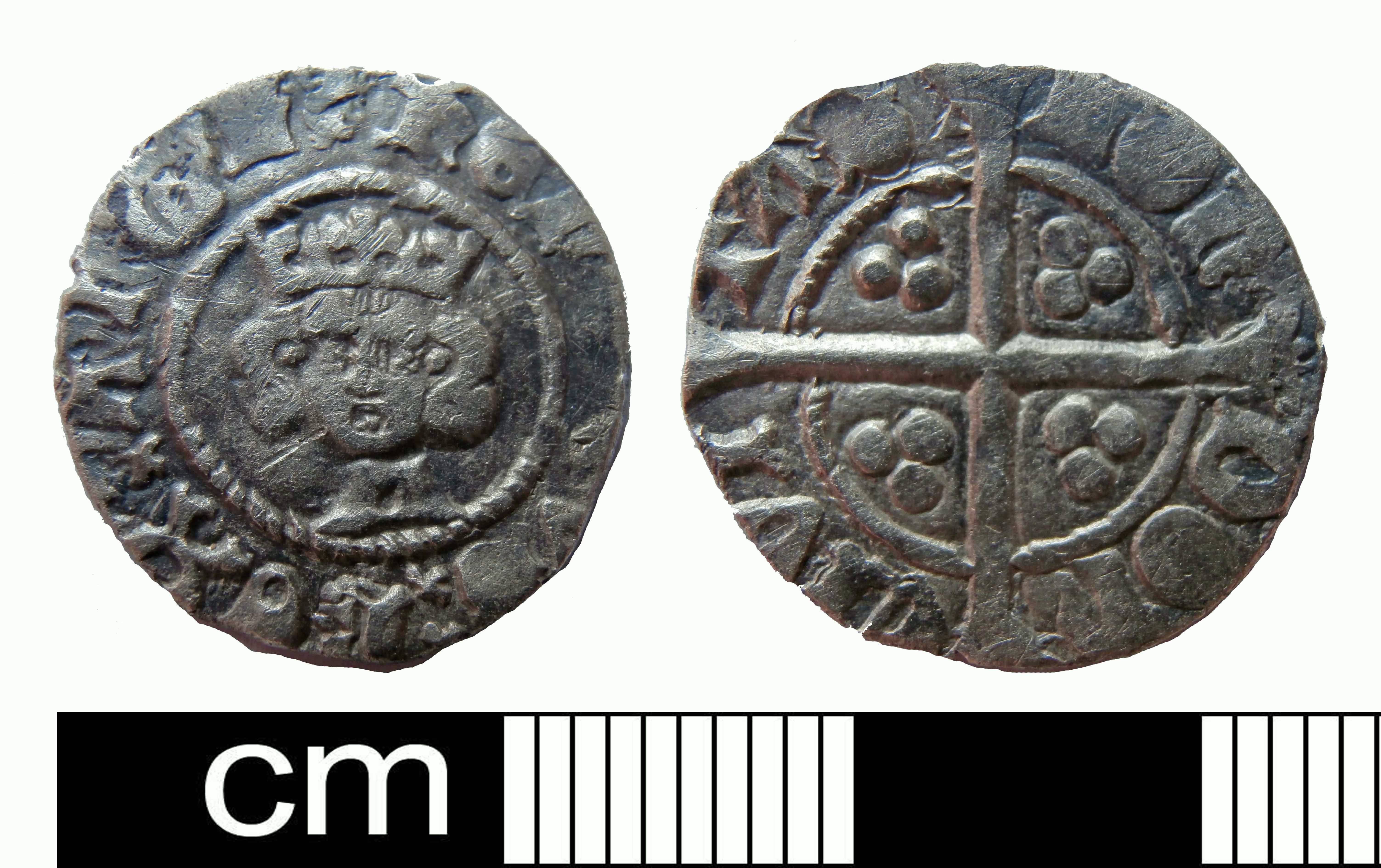
Henry IV penny

في عام 1399، أطاح هنري دوق لانكستر- وهو حفيد آخر لإدوارد الثالث - بابن عمه وحكم باسم هنري الرابع (1399-1413). كان هذا وقتًا مضطربًا مع خوض حروب في كل من اسكتلندا وويلز، استمرت مشاكل العُملات المعدنية في العهد السابق؛ كان سعر الفضة والذهب منخفضًا في إنجلترا مقارنة بأوروبا، وهُرّبت العُملات المعدنية بشكل غير قانوني إلى الخارج، مما تسبب في مشاكل كبيرة في إنجلترا ليس فقط بسبب عدم وجود عُملات معدنية كافية في التداول، ولكن أيضًا بسبب عدم تمكن دور السك من شراء ما يكفي من السبائك لصنع عُملات معدنية جديدة. تنقسم بنسات هنري الرابع إلى عملات ثقيلة (قبل عام 1412)، عندما لم يتعدل وزن العملات المعدنية ليعكس السعر القاري للفضة، وعملات خفيفة من عامي 1412-1413 عندما قُلل محتوى الفضة ليتوافق مع السعر القاري للفضة، مما وضع حدًا للتصدير غير القانوني للعُملات الإنجليزية. سُكت العملة الثقيلة في لندن ويورك، ونقش عليها HENRIC DI GRA REX ANGL – هنري بنعمة الله ملك إنجلترا، في حين سُكت العملة الخفيفة في لندن، يورك، ودورهام، ونقش عليها HENRIC REX ANGLIE.

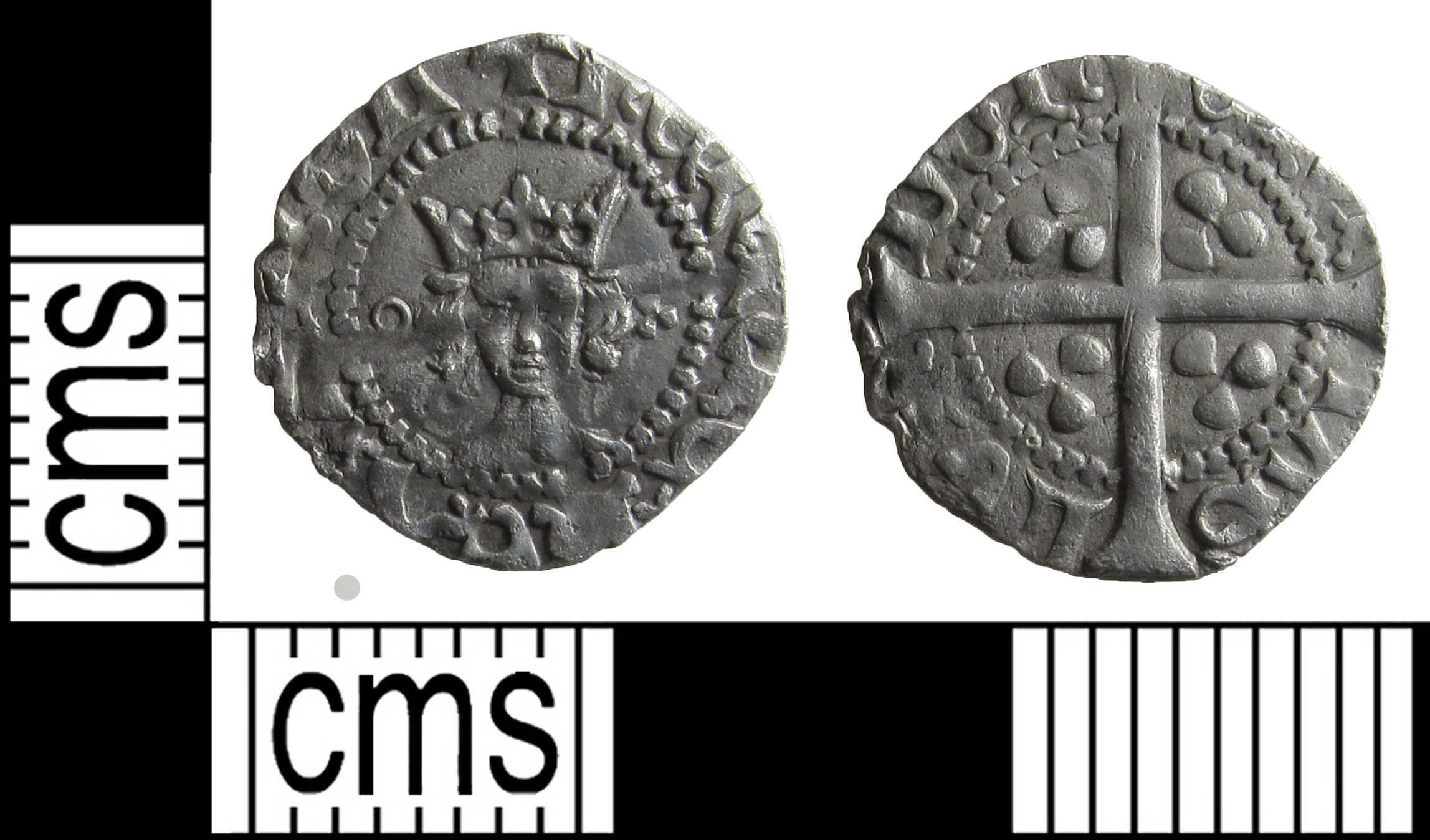
Henry V penny

واصل هنري الخامس (1413-1422) سك العملات الخفيفة التي وضعها والده، مع نقوش مماثلة على العُملات المعدنية المنتجة في لندن، دورهام، ويورك.

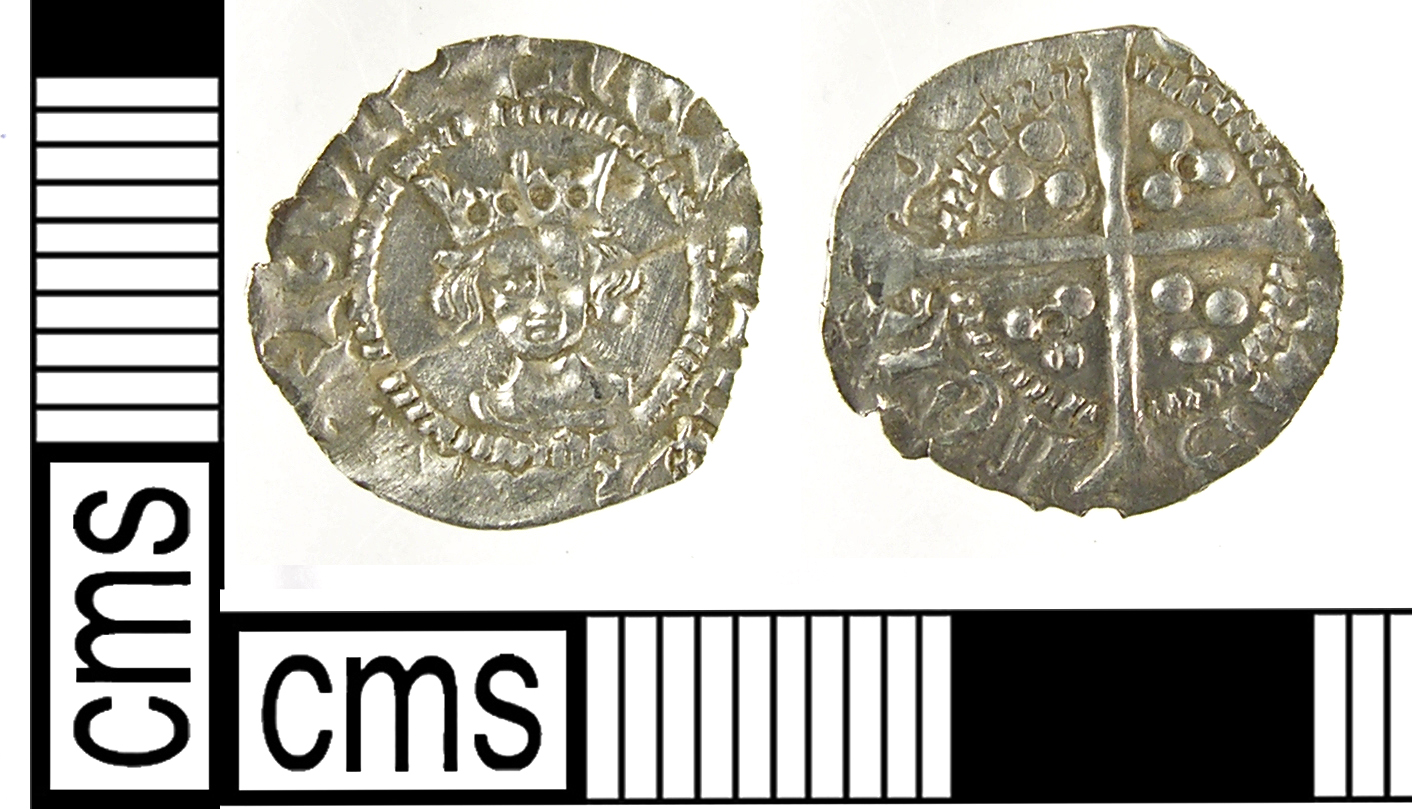
بنس هنري السادس

اعتلى هنري السادس (1422-1461، 1470-1471) العرش وهو رضيع. فضّل إبرام السلام مع فرنسا، لكن وريثه، ريتشارد دوق يورك، سليل الابن الثاني لإدوارد الثالث، فضّل الحرب؛ وأدى هذا الخلاف إلى اندلاع حرب الوردتين بين مؤيديه، اللانكاستريين (الوردة الحمراء)، ومؤيدي اليوركيين (الوردة البيضاء). انحاز النبلاء إلى أحد الجانبين (وكثيرًا ما غيّروا مواقفهم)، وفي نهاية المطاف، في عام 1461، هُزم هنري على يد ابن ريتشارد، الذي أصبح الملك إدوارد الرابع؛ وسُجن هنري في برج لندن لمدة تسع سنوات، لكن الحروب استمرت، وفي أكتوبر/تشرين الأول 1470، أُجبر إدوارد على الفرار إلى القارة الأوروبية، وأُعيد هنري إلى العرش. لكن هذا الاستعادة لم تكن طويلة الأمد، حَشد إدوارد المزيد من الدعم وبعد معركتين في بارنت وتيوكسبيري عاد إدوارد إلى العرش في أبريل/نيسان 1471 بقي حتى وفاته في عام 1483. وأُعيد هنري إلى البرج، حيث قُتل في نفس الليلة.
على الرغم من الاضطرابات التي شهدها ذلك العصر، حافظت إدارة هنري السادس على وفرة كافية من العُملات المعدنية طوال عهده الأول. وصدرت عدة إصدارات مختلفة من البنسات، تميزت بسمات مختلفة، مثل وريدات أو أكواز صنوبر تظهر في النقش، أو ورقة على صدر الملك، إلخ. وكان النقش المعتاد هو "هنريكوس ريكس أنجلي". وسُكّت البنسات في لندن، كاليه، يورك، ودورهام.

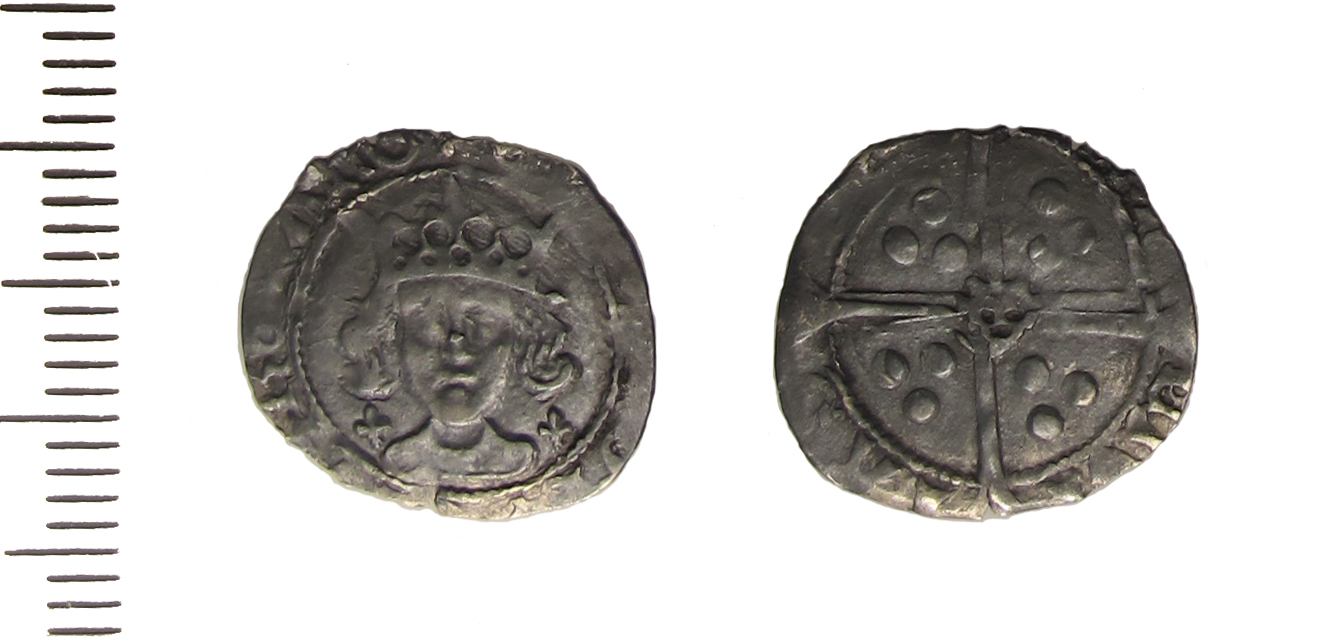
بنس إدوارد الرابع

خلال فترة حكم إدوارد الرابع الأولى، تكررت مشكلة انخفاض قيمة العُملات الإنجليزية الاسمية عن قيمتها المعدنية في أوروبا. في عام 1464، تحرك إدوارد لحل المشكلة عن طريق تقليل وزن جميع العُملات الفضية بنحو 20٪: كان وزن البنس الثقيل الصادر بين عامي 1461 و1464 15 حبة (1.0 غرام) وكان يُسك في لندن ويورك ودورهام؛ كان وزن البنس الخفيف 12 حبة (0.8 غرام) ويُسك في لندن، بريستول، كانتربرين دورهام، ويورك. ونُقش عليها جميعًا EDWARD DI GRA REX ANGL.
على الرغم من قُصر فترة حكم هنري السادس الثانية، أُنتجت البنسات بأسلوب مشابه لعهده الأول في لندن، بريستول، ويورك. أما بنسات عهد إدوارد الرابع الثاني، فهي في الأساس استمرار لعهده الأول، حيث أُنتجت في دور السك نفسها. وبحلول ذلك الوقت، استخدمت جميع دور السك علامات السك على عُملاتها المعدنية لتحديد هوية صائغيها.
توفي إدوارد الرابع فجأةً عام 1483، وخلفه ابنه إدوارد الخامس، البالغ من العمر اثني عشر عامًا. في تلك الفترة المضطربة، عُرف وجود إشكالية في شرعية زواج إدوارد الرابع، وبدلاً من تركه ملكًا مع وصاية، عزله البرلمان وعيّن ريتشارد، دوق غلوستر، شقيق إدوارد الرابع، ملكًا. نُقل إدوارد وشقيقه الأصغر ريتشارد، دوق يورك، إلى برج لندن، ولم يُشاهد الأمراء في البرج بعد ذلك. ولا يزال تحديد المسؤول عن مصيرهم النهائي موضوع نقاش حاد حتى يومنا هذا. هناك أدلة على أن بعض العُملات المعدنية سُكّت للملك إدوارد الخامس، ولكن من غير المؤكد وجود أي منها.

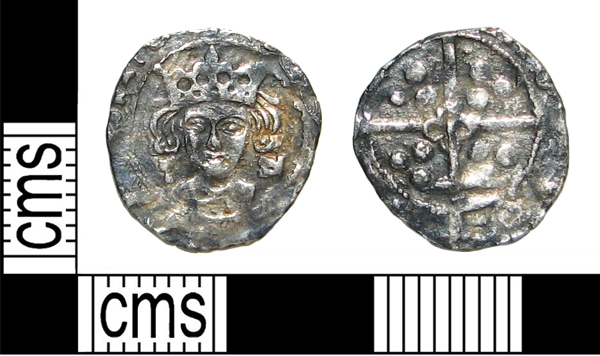
Richard III penny, minted in York by Archbishop Thomas Rotherham

ريتشارد الثالث (1483-1485) آخر ملوك بلانتاجنت. قبل وفاته في معركة بوسورث فيلد، أُنتجت له بنسات، تحمل نقش "RICARD DEI GRA REX ANGL"، في لندن، يورك، ودورهام، لكنها نادرة جدًا - لا يُعرف سوى بنسات واحدة أُنتجت في دار سك لندن.